# Матвієвське
Матві́євське (рос. Матвеевское) — присілок у складі Подольського міського округу Московської області, Росія.

## Населення
Населення — 109 осіб (2010; 204 у 2002).
Національний склад (станом на 2002 рік):
- росіяни — 89 %